# Shaolin (film)
A Shaolin 2011-ben bemutatott hongkongi–kínai akciófilm/filmdráma, amelyet Benny Chan rendezett. A főszerepben Andy Lau látható.

## Cselekmény
Míg a fiatal köztársaságot az a veszély fenyegeti, hogy idegen hatalmak szállják meg, a hadvezérek között háborúk tombolnak, amelyek miatt a saját népük szenved.
Hou Chieh éppen most foglalt el egy újabb várost, ezért meglátogatják őt a külföldiek, akik fegyverekért cserébe vasútvonalat építenének, de ő ezt nem engedi meg. A jobb keze, Tsao Man ezt nehezményezi, szerinte így a fegyvereket máshoz fogják vinni, így hátrányba kerülnek. De Hou Chieh szerint a vasútvonallal a külföldiek ártanának a kínai népnek, elvennék a megélhetésüket, egyébként is azzal van most elfoglalva, hogy a legjobb barátját kiiktassa, mert szerinte ki akarja őt semmizni. A lánya és a barátja fia eljegyzése közeledik, ott akarja megölni a barátját, ezért azt parancsolja Tsao Man-nek, hogy szervezze meg a rajtaütést. De rosszul alakulnak a dolgok, Tsao Man ellene fordul, egy csapatnyi jól képzett fegyveres harcossal megölet mindenkit. Hou Chieh megmenti a lányát, akinek súlyos sebei vannak, ezért Hou Chieh a Shaolin templomba viszi őt, de a szerzetesek már nem tudnak segíteni a lányon.
Hou Chieh nagyon bánatos lesz, ezért a Shaolin templomban marad. Szépen lassan rátalál a lelki békére, harcművészetet gyakorol, olvass és ételt oszt a rászorulóknak. Eközben Tsao Man átvette a helyét és megengedi a külföldieknek, hogy megépítsék a vasúttat. Az építkezés során talált kincseket elsikkassza, a munkásokat pedig egytől egyig megöli, hogy ne derüljön ki a dolog. Hou Chieh rájön erre, ezért meg akarja menteni a dolgozókat, így tudja meg Tsao Man, hogy életben van. Belovagol a Shaolin templomba és elfogja őt, de azt nem tudja, hogy ez egy terv része. Hou Chieh így akar időt nyerni, közben a szerzetesek kitudják szabadítani a munkásokat és eltudják vinni a kincseket. Így is lesz, Hou Chieh is megmenekül, de Tsao Man nagyon dühös lesz, a Shaolin templom ellen indul, ahol végleg megküzd Hou Chieh-vel. Hou Chieh legyőzi Tsao Man-t, de Tsao Man alattomos módon visszahozza a reményt a győzelemre. Eközben ágyukkal bombázzák a templomot, ami porig ég. Egy elszabadult gerenda zuhan Tsao Man felé, de Hou Chieh megmenti őt, ezért Tsao Man rájön az élet értelmére.

## Szereplők
- Shaoqun Yu – Chinghai
- Chen Zhiui – Huo Lung
- Xing Yu – Chingkung
- Jing Wu – Chingneng
- Nicholas Tse – Tsao Man
- Andy Lau – Hou Chieh / Chinochueh
- Bingbing Fan – Madam Hou
- Shimadu Runa – Nan